# Yoel Finol
Yoel Segundo Finol Rivas (Mérida, 21 settembre 1996) è un pugile venezuelano.

## Palmarès

### Olimpiadi
- 1 medaglia:
  - 1 argento (Rio de Janeiro 2016 nei pesi mosca)

### Giochi panamericani
- 1 medaglia:
  - 1 bronzo (Toronto 2015 nei pesi minimosca)

### Giochi sudamericani
- 1 medaglia:
  - 1 oro (Cochabamba 2018 nei pesi gallo)